# Sergey Vladimirovich Mikhalkov
Sergey Vladimirovich Mikhalkov (tiếng Nga: Сергей Владимирович Михалков, sinh ngày 1913–2009) là một nhà thơ, nhà biên kịch điện ảnh Liên Xô, ông cũng là tác giả hai bản Quốc ca Liên Xô, Nga.
Sergey Mikhalkov là một trong những tác gia tiêu biểu của dòng văn học thiếu nhi Liên Xô, mặc dù là một nhà thơ nhưng ông cũng viết rất nhiều truyện ngụ ngôn, soạn kịch, tham gia các hoạt động xã hội.

## Tiểu sử và sự nghiệp
Mikhalkov sinh ngày 13/3/1913 (lịch cũ là 28/2) ở Moskva. Năm 1927 gia đình chuyển tới vùng Stavropol. Năm 1930, sau khi tốt nghiệp phổ thông, Sergei Mikhalkov tới Moskva.
Hoạt động văn học của Sergei Mikhalkov bắt đầu từ năm 1928 – khi bài thơ "Con đường" của Mikhalkov được đăng ở một tạp chí ở Rostov trên sông Đông. Năm 1933 Mikhalkov trở thành thành viên Ủy ban nhóm các nhà văn Moskva. Tác phẩm của Mikhalkov đăng ở các tạp chí "Ngọn lửa nhỏ", "Thiếu niên tiền phong", "Đèn chiếu" (Огонек, Пионер, Прожектор) và các tở báo "Sự thật Komsomol", "Moskva buổi chiều", "Sự thật" (Известия, Вечерняя Москва, Правда).
Năm 1935, trường ca nổi tiếng "Chú Stepa" của Mikhalkov được công bố.
Năm 1937 Sergei Mikhalkov gia nhập Hội Nhà văn Xô viết và vào học tại Trường viết văn mang tên A.M.Gorky.
Mùa thu năm 1939 Sergei Mikhalkov được gọi lệnh nhập ngũ. Trong những năm Chiến tranh Giữ nước vĩ đại Sergei Mikhalkov là phóng viên chiến trường của các tờ báo "Vì vinh quang Tổ quốc", "Chim ưng của Stalin". Cũng trong thời gian này ông viết kịch bản phim "Những người bạn gái mặt trận".
Năm 1943, Sergei Mikhalkov cùng với nhà báo quân sự Georgy El-Registan viết phần lời cho Quốc ca Liên bang Xô viết – bản Quốc ca này được thể hiện lần đầu tiên vào đêm giao thừa năm 1944. Năm 1977 Mikhalkov viết phiên bản lời thứ hai cho Quốc ca Liên bang Xô viết.
Năm 1962 Mikhalkov tổ chức và lãnh đạo tạp chí điện ảnh hài hước toàn Liên Xô "Bấc đèn" (Фитиль)
Năm 1993 theo quyết định của chính phủ Liên bang Nga nhà văn Sergei Mikhalkov được đưa vào thành phần Ủy ban Quốc ca Liên bang Nga với tư cách đồng chủ tịch. Và năm 2001 ông trở thành tác giả phần lời quốc ca lần thứ ba, lần này là Quốc ca Liên bang Nga.
Sergei Mikhalkov là tác giả các vở kịch "Nhiệm vụ đặc biệt" (Особое задание, 1945) "Khăn quàng đỏ" (Красный галстук, 1946), "Tôi muốn về nhà" (Я хочу домой, 1949), "Sombrero" (Сомбреро, 1957), các truyện ngụ ngôn, các vở hài kịch "Vua có thể làm tất cả..." (Все могут короли..., 1983), "Bút sa ..." (Что написано пером..., 1984). Ông cũng là tác giả các kịch bản phim truyện "Cuộc du lịch vũ trụ lớn" (Большое космическое путешествие, 1974 – đồng tác giả với Valentin Selivanov, theo vở kịch của Mikhalkov), "Ba cộng với hai" (Три плюс два, 1962, dựng theo vở kịch "Những người hoang dã" của Mikhalkov), và "Những cuộc phiêu lưu mới của Chú mèo đi hia" (Новые похождения Кота в Сапогах, 1958) và nhiều phim hoạt hình.
Sergei Mikhalkov không chỉ hoạt động nghệ thuật, ông còn tham gia các hoạt động xã hội. Ông lãnh đạo Hội nhà văn Moskva (1965-1970), là chủ tịch Ban chấp hành Hội nhà văn Liên bang Nga và Bí thư Ban chấp hành Hội nhà văn Liên Xô (1970-1992).

## Vinh danh
Sergei Mikhalkov đã được trao tặng danh hiệu Anh hùng lao động Xã hội chủ nghĩa (1973), Giải thưởng Quốc gia (1941, 1942, 1950, 1978), Giải thưởng Lenin (1970). Ông được tặng hai huân chương chiến đấu và sáu huy chương, bốn huân chương Lenin (1939, 1963, 1973, 1983), huân chương Cách mạng tháng Mười (1971), huân chương Chiến tranh Vệ quốc hạng nhất (1985), hai huân chương Lao động Cờ đỏ (1967, 1988), huân chương Hữu nghị các dân tộc (1993), huân chương Vinh dự (1998), huân chương Thánh Sergei Radonezhsky (1993), huân chương "Vì các đóng góp cho Tổ quốc" hạng II (2003), huân chương Thánh Andrei (2008) và nhiều huân huy chương các nước xã hội chủ nghĩa.